# Eptesicus fuscus
El murciélago moreno (Eptesicus fuscus) es una especie de quiróptero que habita desde el sur de Canadá hasta Colombia y el norte de Sudamérica y en las Antillas, a menos de 2.700 m de altitud. Es muy frecuente en los asentamientos humanos.

## Descripción
La longitud de la cabeza con el cuerpo alcanza entre 6,3 y 7,5 cm, la de la cola de 4 a 5,2 cm, el pie 0,9 a 1,6 cm, la oreja de 1,2 a 1,9 cm, la longitud del antebrazo 4,6 a 5,2 cm y una envergadura entre 28 y 33 cm. Pesa entre 15 y 19 g. El pelaje es moderadamente largo y brillante, marrón en el dorso y anaranjado a ocre pálido en el vientre, pero los pelos son negros en la base. Las membranas del ala, oídos, pies y la cara son de color negruzco.

## Comportamiento
Es nocturno y descansa durante el día, en huecos de árboles, en las grietas de las rocas o en estructuras artificiales como áticos, galpones, edificios antiguos, aleros y persianas. Navega por los cielos nocturnos mediante ecolocalización, produciendo sonidos ultrasónicos través de la boca o la nariz. Son conocidos también para producir sonido audible en vuelo, un clic que suena como el vapor que se escapa.

## Alimentación
ES insectívoro, come muchos tipos de insectos voladores nocturnos, como mosquitos, polillas, escarabajos, avispas, que captura en vuelo. Esto hace que los cambios repentinos y frecuentes en la dirección

## Hibernación
En Norteamérica hiberna durante el invierno, generalmente en lugares diferentes y hasta lejanos de los refugios de verano. Los dormideros invernales tienden a ser lugares subterráneos como cuevas o minas, donde las temperaturas se mantienen estables, aunque aún se desconoce, dónde pasar el invierno la mayoría de los murciélagos morenos. Si el clima se calienta lo suficiente, puede despertar a buscar agua e incluso para aparearse.

## Reproducción
Busca pareja en forma esporádica para aparearse desde noviembre hasta marzo. Después, las hembras preñadas se separan y conforman a colonias de maternidad que juntan entre 5 y 700. Los machos descansan aparte, solitarios o en grupos pequeños, durante ese tiempo.

## Subspecies
- Eptesicus fuscus fuscus (Palisot de Beauvois) - este de los Estados Unidos, excepto Florida
- Eptesicus fuscus pallidus (Young) - Utah